# بنیاد فردوسی

نشان بنیاد فردوسی

بنیاد فردوسی یک سازمان مردم‌نهاد است که در تاریخ ۲۷ اسفند ۱۳۸۴ با مجوز رسمی سازمان میراث فرهنگی، صنایع دستی و گردشگری در ایران بنیان‌گذاری شده‌است.
این بنیاد دارای دو دفتر در شهرهای تهران و مشهد است و دبیرخانه کانون دانش آموزی بنیاد فردوسی نیز در شهر تهران مستقر می‌باشد.

## دستاوردهای بنیاد

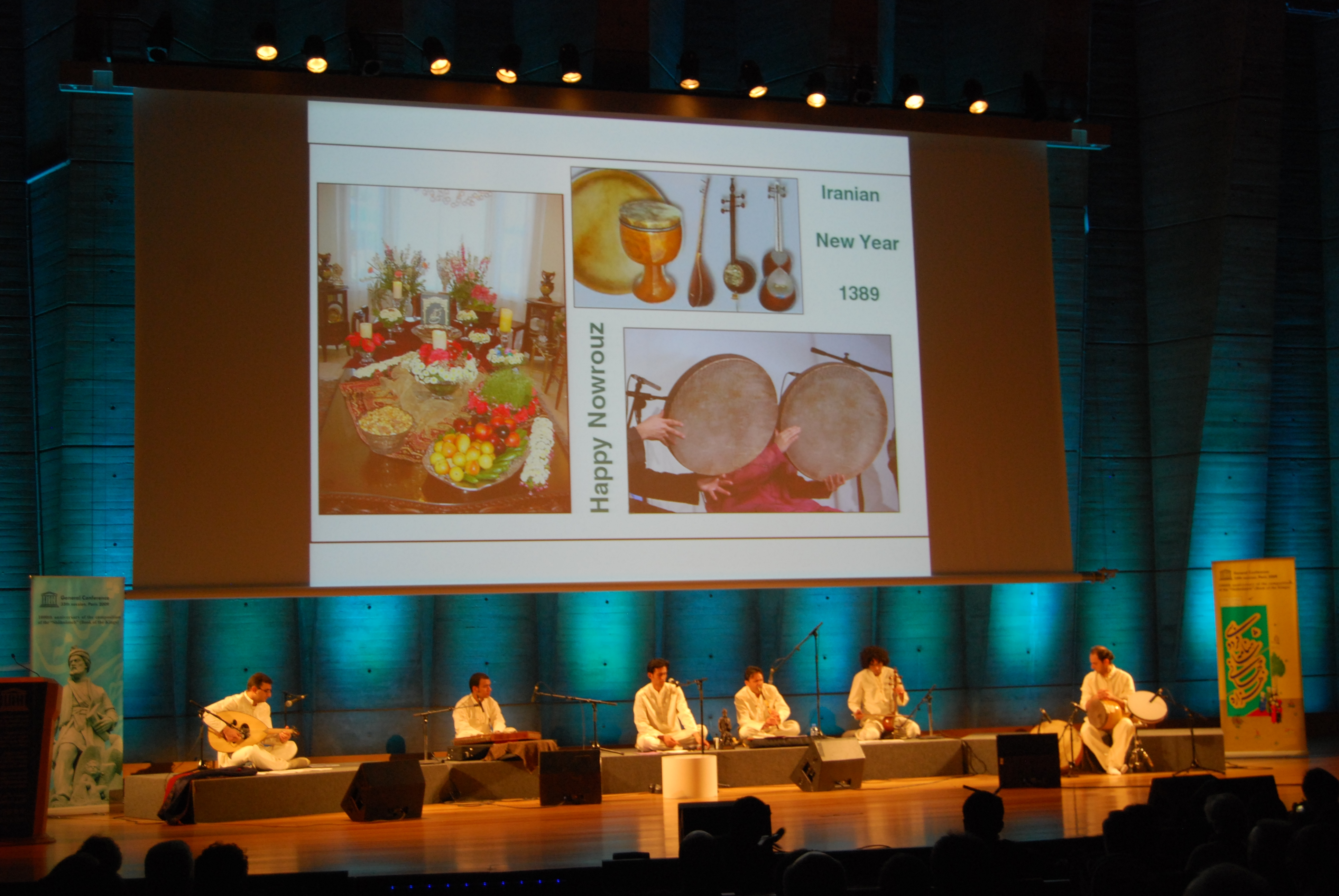
جشن هزارهٔ شاهنامه در یونسکو، پاریس - فرانسه

- ثبت هزارهٔ پایان سرایش شاهنامه در فهرست مفاخر و رویدادهای علمی، فرهنگی و هنری سال ۲۰۱۱ – ۲۰۱۰ میلادی سازمان یونسکو انجام گرفته‌است. این رویداد نخستین ثبت بر پایهٔ هجری خورشیدی در سازمان یونسکو است. پیشنهاد بنیاد فردوسی برای ثبت رویداد هزارهٔ سرایش شاهنامه در سی و پنجمین کنفرانس عمومی یونسکو با اقبال ۱۹۲ کشور عضو این سازمان مواجه شد.[۳]
- تدوین پروندهٔ ثبت جهانی نقالی با همکاری سازمان میراث فرهنگی و گردشگری، بنیاد فردوسی، خانهٔ تئاتر و مرکز هنرهای نمایشی کشور ایران انجام پذیرفته‌است. ثبت پروندهٔ «نقالی» در ششمین اجلاس میراث معنوی ناملموس یونسکو در تاریخ ۲۷ نوامبر ۲۰۱۱ به ثبت جهانی رسید.[۴]
- راه‌اندازی «جایزهٔ آقابزرگ» برای نکوداشت شاهنامه‌پژوهان و فردوسی‌شناسان انجام گرفته‌است. این جایزه به نام حسین آقابزرگ از اعضای امنای بنیاد فردوسی که در ۱۶ اسفند ۱۳۸۹ درگذشته، نامگذاری شده‌است.[۵]
- بنیاد فردوسی پس از بستن تفاهم‌نامه همکاری‌های فرهنگی و اجرایی با فدراسیون پهلوانی و زورخانه‌ای ایران[۶] توانسته‌است، فرهنگ پهلوانی و ورزش زورخانه‌ای را در ایران و جهان به گونه فرهنگی هنری معرفی نماید. به همین منظور بنیاد فردوسی به عنوان برترین سازمان مردم‌نهاد ایران در زمینهٔ ترویج فرهنگ پهلوانی و ورزش زورخانه‌ای[۷] معرفی شده‌است.
- تأسیس نخستین نهاد فرهنگی هنری ایران با مدیریت دانش آموزی، تحت عنوان کانون دانش آموزی بنیاد فردوسی و انتصاب محمدرضا حقدوست (سیمرغ) به عنوان دبیر کانون، در راستای اجرای پروژه‌های آموزشی و پژوهشی در حوزه دانش آموزی[۲]

## پیشینهٔ همکاری‌های برون‌مرزی بنیاد

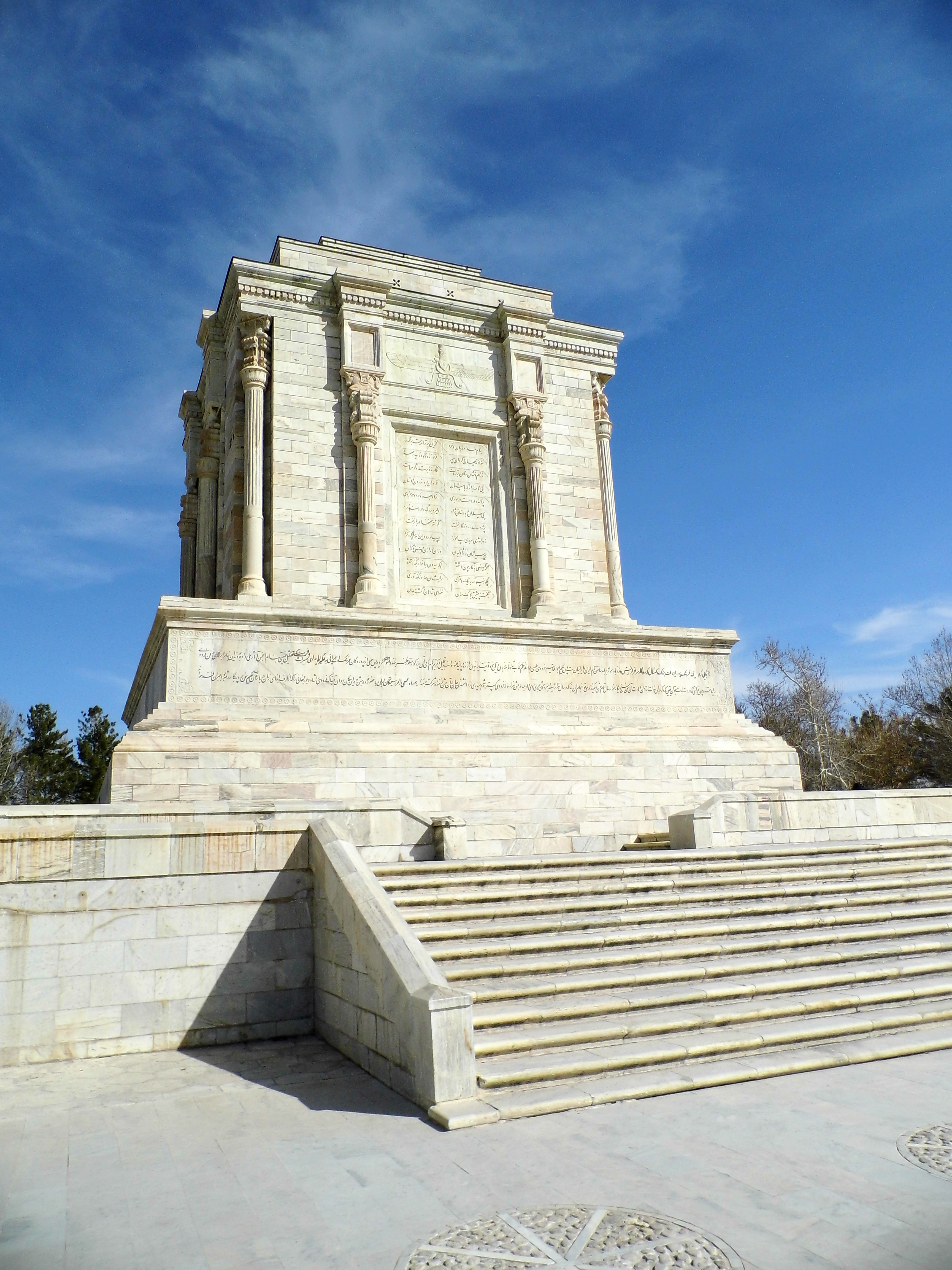
سردیس فردوسی، ساختهٔ افشین اسفندیاری

پوستر نمایشگاه عکس زورخانه در خانهٔ فرهنگ ایران - پاریس، فرانسه

از همکاری‌های برون‌مرزی بنیاد فردوسی می‌توان به برپایی همایش‌ها و نمایشگاه‌های زیر اشاره داشت:
- همکاری در برپایی همایش جهانی شاهنامه و میراث دشت کبیر در کتابخانهٔ مرکزی آلماتی - Sep.۲۰۰۹ – آلماتی، قزاقستان[۸]
- پیشنهاد دهندهٔ ثبت «هزارهٔ سرایش شاهنامه» در یونسکو و همکاری در ثبت پروندهٔ «هفتصد و پنجاهمین زندگی فعال خواجه نصیرالدین طوسی» در فهرست رویدادهای علمی، فرهنگی و هنری ۲۰۱۱–۲۰۱۰ ثبت شده در سی و پنجمین کنفرانس عمومی یونسکو[۳]
- همکاری در ثبت پرونده «هنر نقالی» در فهرست میراث معنوی ثبت شده در ششمین اجلاس میراث معنوی ناملموس ۲۰۱۱ یونسکو[۴]
- همکاری در برگزاری جشن جهانی نوروز و هزارهٔ شاهنامه در پایگاه اصلی یونسکو - Mar.۲۰۱۰ - پاریس، فرانسه[۹]
- همکاری در برپایی گردهمایی جهانی بزرگداشت فردوسی در مرکز فرهنگی کنسرت هاوس – May.۲۰۱۰ – برلین، آلمان[۱۰]
- همکاری در برگزاری گردهمایی هزارهٔ شاهنامه در آکادمی علوم اتریش - Nov.۲۰۱۰ - وین و گراتس، اتریش[۱۱]
- همکاری در برپایی هفتهٔ هنر شاهنامه در بیست و هفتمین دورهٔ جشنوارهٔ جهانی زمستانی سارایوو (سارایوسکازیما) – Feb.۲۰۱۱ - سارایوو، بوسنی و هرزگوین[۱۲]
- برپایی نمایشگاه عکس زورخانه در خانهٔ فرهنگ ایران – Mar. , Apr. ۲۰۱۲- پاریس، فرانسه[۱۳]
- همکاری در برپایی همایش جهانی «نیک‌بختی و سعادت در اندیشهٔ ایرانی» – April.۲۰۱۲ - دانشگاه استراسبورگ، فرانسه[۱۴]
- ساخت سه تندیس از فردوسی و دو تندیس از خیام و مولوی به وسیلهٔ افشین اسفندیاری هم‌زمان با اکسپوی جهانی شانگهای در چین - Oct.۲۰۱۰ و جشنوارهٔ جهانی زمستانی سارایوو – Feb.۲۰۱۱ و جشن جهانی نوروز در تاجیکستان - Mar.۲۰۱۱ و نصب آن‌ها در دانشگاه پکن (مهر ماه ۱۳۸۹)، موزهٔ شهر سارایوو، بوسنی و هرزگوین (بهمن ماه ۱۳۸۹) و موزهٔ ملی تاجیکستان (فروردین ماه ۱۳۹۰)[۱۵]
- همکاری در برپایی هفتهٔ هنر ایران در کره جنوبی - Oct.۲۰۱۲ - به میزبانی مرکز فرهنگی گنگ‌سئو، دانشگاه گاچان دانشکدهٔ باستان‌شناسی هانیانگ، منطقهٔ سئونگ‌بوک شهر سئول، مرکز فرهنگی آرام نوری شهر ایل‌سان و دهکدهٔ جهانی ایته‌وون[۱۶]
- همکاری با وزارت ارتباطات و فناوری اطلاعات برای ثبت جهانی پسوند اینترنتی (pars.) به نام ایران در مؤسسه جهانی (ICANN) نام‌ها و ارقام شبکه جهانی اینترنت - ۲۰۱۲[۱۷]
- برپایی نمایشگاه عکس «جواهری در شرق» و همکاری در برگزاری جشنوارهٔ فرهنگی کره جنوبی در ایران - خانه هنرمندان ایران ۲۰۱۳[۱۸]
- برپایی آیین شب پارسی در خانه آسیای اسپانیا - بارسلونا و مادرید[۱۹] - feb.2014

## پیشینهٔ همکاری‌های فرهنگی بنیاد
از همکاری‌های فرهنگی بنیاد فردوسی می‌توان به ویژه‌برنامه‌های زیر اشاره داشت:
- همکاری در راه‌اندازی باشگاه فردوسی فرهنگ‌سرای اندیشه در شهر تهران[۲۰]
- مشاور فرهنگی و همکاری در تولید فیلم‌های مستند شهریار سخن (۱۳۸۶) و شهرهٔ هزاره (۱۳۸۸ - به زبان انگلیسی)[۲۱]
- مشاور فرهنگی بازی‌های رایانه‌ای عصر پهلوانان (۱۳۸۸) و رویین‌تنی (۱۳۸۹) تولید ایران[۲۲]
- تولید پویانمایی طبیعت در شاهنامه (۱۳۸۹)[۲۳]
- دبیر هشت دوره کنگرهٔ جهانی بزرگداشت حکیم ابوالقاسم فردوسی در مشهد و تهران – ایران؛ برلین – آلمان[۲۴]
- دبیر سلسله همایش‌های مفاخر فرهنگی ایران در فرهنگستان هنر، خانهٔ هنرمندان، موزه ملی ایران، موزه رضا عباسی، مجموعه‌های فرهنگی تاریخی سعدآباد و نیاوران و دانشگاه صنعتی خواجه نصیرالدین طوسی، دانشگاه فردوسی مشهد، دانشگاه تهران،[۲۵] دانشگاه سمنان و دانشگاه پیام نور و دانشگاه آزاد اسلامی و مراکز فرهنگی و فرهنگ‌سراهای تهران و برج میلاد در شهرهای تهران، مشهد، کرج، یزد، بوشهر و اردکان: ویژهٔ بزرگداشت خواجه نصیرالدین طوسی، مولوی و فردوسی[۲۶]
- دبیر دههٔ گرامی‌داشت هزارهٔ شاهنامه در ۱۲ استان ایران به میزبانی دانشگاه صنعتی شریف، دانشگاه کردستان، دانشگاه همدان، دانشگاه علم و فرهنگ، دانشگاه گیلان، دانشگاه بیرجند، دانشگاه منابع طبیعی گرگان، دانشگاه شیراز، دانشگاه سیستان و بلوچستان، دانشگاه جامع علمی کاربردی اراک، مرکز آموزش عالی جهاد دانشگاهی یزد و مجتمع آموزشی دکتر شریعتی مشهد[۲۷]
- دبیر نشست‌های تخصصی شاهنامه‌پژوهی در دو دوره سرای اهل قلم خانه کتاب، پنج دوره نمایشگاه بین‌المللی کتاب تهران و هشت نشست انجمن آثار و مفاخر فرهنگی[۲۸][۲۹]
- دبیر نخستین دوره جایزه پژوهش حسین آقابزرگ ویژهٔ برگزیدن برترین آثار شاهنامه‌پژوهی و فردوسی‌شناسی[۳۰]
- تدوین کتاب‌هایی با نام‌های «دفتر دوم فردوسی‌پژوهی» نشر خانهٔ کتاب و «رازهای شاهنامه» نشر پازینه[۳۱][۳۲]
- همکاری در برپایی سومین جشنوارهٔ شاهنامه‌خوانی عشایری و آیین‌های پهلوانی در فرهنگستان هنر و همکاری در تقدیر از مرشدان زورخانه در نخستین جشنوارهٔ مرشدان برتر ایران[۳۳][۳۴]
- برپایی آیین‌های نکوداشت هنرمندان موسیقی، هنرهای‌نمایشی، نقالی و نگارگری قهوه‌خانه‌ای و پشتیبانی از نمایشگاه‌های هنری در ایران و جهان[۳۵][۳۶][۳۷]
- برپایی آیین‌های نکوداشت شاهنامه‌پژوهان و فردوسی‌شناسان ایران[۳۸]
- بستن تفاهم‌نامه‌های همکاری‌های فرهنگی و اجرایی با فدراسیون پهلوانی و زورخانه‌ای ایران[۶] و برج میلاد تهران[۲۶]
- همکاری در برپایی دو دوره آیین روز ملی فرهنگ پهلوانی و ورزش زورخانه‌ای در تالار وحدت و برپایی هفتهٔ هنر پهلوانی در خانه هنرمندان ایران[۳۹][۴۰]
- برترین سازمان مردم‌نهاد ایران در زمینه ترویج فرهنگ پهلوانی و ورزش زورخانه‌ای تقدیر شده از سوی نهادهای فرهنگی ایران[۷]